# Uherský Brod
Uherský Brod (pronunciación checa: [uɦɛrskiː brot]; alemán: Ungarisch Brod) es una ciudad en la región de Zlín de la República Checa. Está situado en el sureste de Moravia (Checo: Morava). Se encuentra en el Vizovice Highlands (Vizovická vrchovina) y cerca de las montañas de los Cárpatos Blancos (Bílé Karpaty).

## Historia
La historia de Uherský Brod (un nombre que puede ser traducido libremente como "vado húngaro" o "cruce del río a Hungría") se remonta al siglo X. En 1272 se había convertido en lo suficientemente importante que Premysl Otakar II le otorgó el título de ciudad del Rey.
El siglo XVI fue la muy corta edad de oro de la ciudad, que floreció bajo el señorío de Juan de Kunovice (Checa: Jan z Kunovic). El ayuntamiento y la casa de los señores 'fueron construidos durante este tiempo. Los buenos tiempos llegaron a su fin a principios del siglo XVII, cuando los húngaros comenzaron a atacarlo en una serie de invasiones.
Más tarde, las comunidades alemanas y judías comenzaron a crecer y en el siglo XIX la ciudad se transformó por el desarrollo industrial, pero ha sabido conservar su carácter y encanto.
La Segunda Guerra Mundial trajo aún más la invasión y el desarrollo de las industrias militares. Česká Zbrojovka, un fabricante de armas de fuego de precisión, desempeña un papel de liderazgo en la industria de la región. También dio lugar a la pérdida de importancia de la comunidad judía de la ciudad, el recordatorio sorprendente de que es el cementerio judío altamente evocador.
El 22 de julio de 2011, unos desconocidos volcaron ocho lápidas en el cementerio judío de lo que parece haber sido un acto antisemita. El 24 de febrero de 2015, se produjo un tiroteo en un restaurante en Uherský Brod. Nueve personas murieron, incluido el atacante, un hombre de la localidad de 62 años de edad, de nombre Zdeněk Kovář. Otra mujer sufrió heridas de bala graves. El ministro del Interior checo, Milan Chovanec, declaró: "De acuerdo a la información disponible, no fue un ataque terrorista".